# Сан-Мігель (округ Сан-Луїс-Обіспо, Каліфорнія)
Сан-Мігель (англ. San Miguel) — переписна місцевість (CDP) в США, в окрузі Сан-Луїс-Обіспо штату Каліфорнія. Населення — 3172 особи (2020).

## Географія
Сан-Мігель розташований за координатами 35°45′12″ пн. ш. 120°41′33″ зх. д. / 35.75333° пн. ш. 120.69250° зх. д. (35.753274, -120.692517).  За даними Бюро перепису населення США в 2010 році переписна місцевість мала площу 4,42 км², уся площа — суходіл.

## Демографія
Згідно з переписом 2010 року, у селищі мешкало 2336 осіб у 698 домогосподарствах у складі 529 родин. Густота населення становила 529 осіб/км².  Було 791 помешкання (179/км²).
Расовий склад населення:
| - 70,1 % — білих - 2,8 % — чорних або афроамериканців - 2,5 % — корінних американців - 0,8 % — азіатів - 20,3 % — осіб інших рас |

До двох чи більше рас належало 3,5 %. Частка іспаномовних становила 51,2 % від усіх жителів.
За віковим діапазоном населення розподілялося таким чином: 33,1 % — особи молодші 18 років, 62,3 % — особи у віці 18—64 років, 4,6 % — особи у віці 65 років та старші. Медіана віку мешканця становила 28,3 року. На 100 осіб жіночої статі у селищі припадало 103,8 чоловіків;  на 100 жінок у віці від 18 років та старших — 101,3 чоловіків також старших 18 років.
Середній дохід на одне домашнє господарство  становив 60 393 долари США (медіана — 49 274), а середній дохід на одну сім'ю — 50 101 долар (медіана — 42 950). Медіана доходів становила 38 553 долари для чоловіків та 27 438 доларів для жінок. За межею бідності перебувало 19,1 % осіб, у тому числі 33,9 % дітей у віці до 18 років та 0,0 % осіб у віці 65 років та старших.
Цивільне працевлаштоване населення становило 1217 осіб. Основні галузі зайнятості: сільське господарство, лісництво, риболовля — 14,9 %, виробництво — 14,2 %, освіта, охорона здоров'я та соціальна допомога — 12,9 %.